# Ise Washi
Ise Washi (japansk: 伊勢和紙) er en type håndlavet japanpapir (washi) som  produceres i byen Ise (Mie-præfekturet) i Japan. Papiret anvendes hovedsagelig til o-fuda (en amulet eller talisman) som fremstilles af et shinto-tempel og hænges op i hjemmet for beskyttelse. 
Papirmøllen i Ise blev grundlagt i 1899 og i 1994 blev forarbejdningen og produktionsprocessen udpeget som traditionelt håndværk fra Mie-præfekturet.
På fabrikken i Ise produceres også maskinlavet papir af papirmasse fra nåletræer. Det bruges til udskrift af fotografier med blækstråleprintere.

## Museum
Produktion af håndlavet japanpapir kan ses på museet i Ise.